# Медаль военно-воздушных сил (США)
Медаль военно-воздушных сил (США) (англ. Air Medal) — военная награда высокой степени, которая является украшением Вооруженных сил США. Награда была учреждена 11 мая 1942 г., вручается военным за достижения и проявленный героизм во время службы в военно-воздушных войсках.

## Описание
Дизайн медали установлен законом США. Награда представляет собой бронзовый круг авиационного компаса диаметром 4,286 см. На лицевой стороне изображен стремительно летящий орел, несущий в когтях 2 вспышки молнии. Геральдическая лилия расположена в верхней части награды, выполняя роль кольца подвески. Медаль идет с орденской лентой шириной 3,5338 см. Лента состоит из чередующихся полос следующих цветов: золотисто-оранжевый и синий ультрамарин.
Наградная планка существует в двух вариантах — для простого и повторного награждений (с дубовыми листьями).
- — наградная планка медали.
- — наградная планка медали при повторном награждении.
- — наградная планка медали при третьем награждении.
- — наградная планка медали при четвёртом награждении.

## Критерии
Медаль за отличную службу в ВВС США была учреждена приказом 9158, за подписью Франклина Делано Рузвельта 11 мая 1942 года. Награда была присвоена военнослужащим ВВС США за заслуги в боевых сражениях 8 сентября 1939 года.
Первоначальные критерии награждения медалью ВВС США были 25 сентября 1942 года в письме о военной политике. Награда присуждалась:
- за каждый уничтоженный военный корабль или три самолёта противника. При этом за уничтожение морского судна к награде представлялись все члены экипажа, в то время как за самолет — только пилот и наводчик артиллерийского орудия.
- за 25 боевых полетов в условиях опасности поражения вражеским огнем.
- за 100 боевых полетов без угрозы поражения огнем противника.

Критерии награждения подвергались изменениям со стороны командующих воздушной армии с целью соответствия условиям военных действий и поддержания боевого духа военнослужащих. К примеру, Крестом лётных заслуг обычно награждается до пяти раз больше служащих, по сравнению с медалью ВВС. Со временем это привело к тому, что обе медали вручались за личный вклад в выполнение определённого количества боевых вылетов, а не за выдающиеся заслуги и проявленную отвагу, как предполагалось изначально. Награды за участие в боевых полетах были отменены согласно меморандуму Совета по награждению служащих ВВС, подписанному 5 августа 1943 года. Это помогло избежать ситуаций, когда военнослужащий представлялся к награде за участие в пяти и более полетах, а затем по морально-этическим соображениям, в ряде случаев за неподобающее поведение, его увольняли со службы в военно-воздушных силах.

### Военная авиация (1942—1947)
Во время Второй мировой войны критерии награждения варьировались в зависимости от вида военных действий, осуществленного количества полетов и качества выполнения поставленных задач. Считалось, что в Европе воздушное пространство находится полностью под контролем противника, что усложняло воздушную оборону. Это привело к изменению критериев приставления к награде. Экипажи разведывательных судов (бомбардировщиков, транспортных самолётов, фоторазведки) получали награду за пять боевых вылетов, летчики-истребители получали награду за каждый сбитый вражеский самолёт. 
В небе над территорией Тихого океана и в Китае военные экипажи большую часть времени проводили в неконтролируемом воздушном пространстве, что не представляло особой угрозы для полетов. Поэтому для пилотов, совершавших полеты в данных зонах, критерии награждения были существенно завышены. К примеру, пилот противолодочного патруля США мог рассчитывать на награду, проведя суммарно в воздухе 200 часов.

### Военная авиация (1947 — настоящее время)
Военнослужащий может быть представлен к награде за отличную службу в ВВС по нескольким критериям: за личные успехи в период прохождения службы, за храбрость, проявленную во время военных действий, за заслуги в зоне боевых действий. В первую очередь медалью награждаются действующие члены экипажей, либо лица, которые по роду службы обязаны принимать участие в полетах на регулярной основе. Награду также могут получить служащие, выполняющие специальное задание при помощи авиации, но не являющиеся членами экипажа. Это возможно в случае, если данные лица внесли заметный вклад для достижения высоких результатов в ходе сухопутного или воздушного боев.

## История
В письме от Военного секретаря датированного 9 марта 1942 года, Секретарь предложил принять правительственное распоряжение, устанавливающее Медаль ВВС США для вознаграждения любому человеку, который, служа в любом роде войск Армии Соединенных Штатов, отличает себя похвальным достижением, участвуя в воздушном полете.
Медаль ВВС США была разрешена президентом Рузвельтом в соответствии с Правительственным распоряжением 9158, датированным 11 мая 1942 года, и установила вознаграждение за «любого человека, который, служа в любом роде войск Соединенных Штатов, отличился похвальным достижением, участвуя в воздушном полете». Разрешение было объявлено в Военном Бюллетене Отдела Номер 25, датированным 25 мая 1942 года. Правительственное распоряжение 9242-A, датированное 11 сентября 1942 года, исправило предыдущее Правительственное распоряжение, чтобы предоставить возможность награждения в любом роде войск и для совместимости с Армией.
Для повторных вознаграждений использовались металлические листья дуба, которые приделывались к ленте. Но количество повторных вознаграждений было так велико, что лента просто не могла вместить столько листьев дуба. Тогда специальным приказом с сентября 1968 года количество повторных вознаграждений стало указываться числами.